# USS Monterey (BM-6)
Монитор «Монтерей» (англ. BM-6 "Monterey") — большой мореходный монитор, построенный для ВМФ США в 1889—1893 году. Первый американский монитор, заложенный с 1877 года. Предназначался для обороны побережья. Участвовал в Испано-Американской Войне, во время которой совершил переход через Тихий океан на Филиппины; после войны служил на Тихом океане, защищая интересы американских граждан в Китае. Списан в 1921 году.

## История
В 1880-х годах американское правительство прилагало значительные усилия к восстановлению боеспособности флота США — который, за два десятилетия почти полного забвения, оказался в совершенно неприемлемом состоянии. Все ещё доминирующая в общественном мнении американцев доктрина изоляционизма привела, однако, к тому, что вместо создания океанского флота, способного вести наступательные действия, усилия были обращены на иные направления: крейсерскую войну (рассматривавшуюся как средство сдерживания потенциального противника от нападения) и береговую оборону.
В то время, американские адмиралы все ещё считали крупные, «океанские» мониторы идеальными боевыми кораблями, абсолютизируя опыт Гражданской Войны 1861—1865 (изрядно устаревший). В 1874-1896, четыре крупных старых монитора постройки 1864-1865 года были "капитально модернизированы" и перестроены в новые корабли типа «Амфитрит». Этого, однако, было недостаточно; в частности, остро не хватало кораблей для защиты американского Западного Побережья, которое теперь имело куда большее значение чем раньше.
В 1887 году Конгресс США одобрил постройку нового монитора для защиты портов Западного Побережья.

## Конструкция
Изначальный проект монитора «Монтерей» был составлен в 1887 году как попытка воплотить и интегрировать все новейшие (с американской точки зрения) достижения науки и техники. Это должен был быть сравнительно небольшой низкобортный броненосный корабль, водоизмещением около 4000 тонн. Орудия его должны были быть установлены на «скрывающихся» основаниях в носовой и кормовой барбетной установках: при этом, в носовой установке предполагалось установить чудовищную 402-миллиметровую пушку, весом более 110 тонн. В кормовой установке предполагалось установить более разумное 305-мм орудие, и дополнительно, корабль должен был быть вооружен пневматической динамитной пушкой конструкции Залинского, стреляющей по навесной траектории динамитными оперенными снарядами.
Такое вооружение было явно слишком тяжёлым для небольшого корабля; ситуация усугублялась тем, что 402-мм орудие не существовало ещё даже в проекте. В итоге, в 1889 году проект был радикально пересмотрен в пользу облегчения вооружения и упрощения конструкции. Барбетные установки, сочтенные устаревшими были заменены башенными, а плановое вооружение теперь состояло из четырёх 305-мм орудий. Однако, и такое вооружение оказалось слишком тяжёлым, и проект был переработан ещё раз.
В окончательной версии, корабль стал классическим двухбашенным монитором, имевшим низкий борт, малую осадку и гладкую палубу; между башнями была установлена высокая надстройка для улучшения обитаемости.

### Вооружение
Вооружение "Монтерея" состояло из двух вращающихся броневых башен с орудиями разных типов; носовая башня была вооружена двумя 305-мм/35-калиберными орудиями, а кормовая - двумя 254-мм/30-калиберными орудиями. Такое необычное расположение, хотя и затрудняло стрельбу, было выбрано ради экономии веса. С учётом небольшой дальности боя, для которого создавались мониторы, подобная "разнокалиберность" не была, впрочем, критичным недостатком.
305-мм орудия были достаточно удачными образцами, имевшими приемлемую скорострельность порядка 1 выстрела в минуту и дальность стрельбы 395-кг снарядом с начальной скоростью 640 метров в секунду до 11 километров. На предельной дистанции, бронебойный снаряд мог пробить 220-мм броневую плиту, закаленную по методу Гарвея. Однако, башенные установки не были сбалансированы и при развороте башен на борт, монитор получал крен. Башни приводились в действие гидравлическими механизмами.
254-мм орудия имели большую дальность (порядка 18 км при максимальном угле возвышения; однако при системах управления огнём того времени, стрельба на такую дистанцию была возможна только по площадной цели), но из-за короткого ствола - малую начальную скорость и бронебойность. Их установки были гидравлическими.
Противоминное вооружение корабля состояло из шести 6-фунтовых пушек на крыше надстройки, четырёх 1-фунтовых орудий Дриггса-Шредингера на марсе мачты и пулеметов Кольта. Корабль был оснащен тараном, но не имел торпедного вооружения.

### Бронирование
Заложенный позже мониторов типа «Амфитрит», «Монтерей» был значительно лучше защищён; его броня была изготовлена из стальных плит, закаленных по методу Гарвея, и намного превосходила примитивные сталежелезные плиты его предшественников. Монитор имел мощный и прочный пояс, имевший вдоль верхней кромки толщину 330 миллиметров, но к нижней кроме сужавшийся до 140 миллиметров.
Его вращающиеся башни были установлены на неподвижных барбетах, что позволяло приподнять орудия выше над водой (улучшив возможность стрелять в неспокойную погоду), и усилить защиту подбашенного отделения. Барбеты имели толщину от 290 до 330 миллиметров, в то время как вращающиеся части - от 180 и до 210 миллиметров. Броневая палуба монитора имела толщину порядка 78 миллиметров, а рубка была защищена 254-мм плитами.
В целом, бронирование "Монтерея" вполне отвечало (особенно с учётом того, что низко сидящий в воде монитор представлял собой очень небольшую мишень) защите от артиллерии того времени. Чтобы ещё больше увеличить преимущества низкого силуэта, конструкторы предусмотрели в корпусе монитора балластные цистерны, которые перед боем могли быть заполнены водой; при этом, надводный борт монитора почти скрывался под водой, что делало невозможным попадание в борт корабля со сколь-нибудь значительной дистанции. Однако, это конструктивное решение снижало и без того недостаточный запас плавучести корабля, и кроме того могло быть задействовано только при очень спокойном море.

### Силовая установка
"Монтерей" был оснащен двумя вертикальными машинами тройного расширения, мощностью порядка 4000 л. с. Некоторым анахронизмом было применение котлов Бэбкокса-Уилкокса вместо обычных цилиндрических. Скорость корабля при хорошей погоде достигала 13 узлов (однако в повседневной службе корабль редко развивал более 7).

## Служба

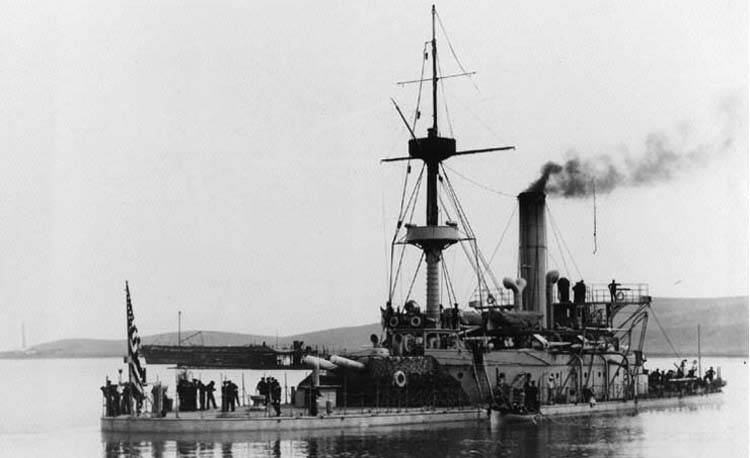

Вступивший в строй в 1893 году, монитор был назначен на береговую оборону Западного Побережья и присоединен к Тихоокеанскому Эскадрону. Базируясь на верфи Мэр-Айленд в Сан-Франциско, первые пять лет монитор проводил в интенсивных учениях и тренировках, каждую весну отправляясь на север в штат Вашингтон для артиллерийской практики. В апреле-августе 1895 года, корабль совершил длительный демонстрационный круиз вдоль побережья Южной Америки, совершив визиты в Акапулько, Панаму и Кальяо (Перу), с целью продемонстрировать возрождающееся могущество флота Соединенных Штатов.
В начале Испано-Американской Войны, «Монтерей» был срочно направлен на Филиппины. Хотя к этому моменту испанское соединение было уже разгромлено в Манильской Бухте, американское командование опасалось попыток испанцев контратаковать на Филиппинах; благодаря Суэцкому Каналу, испанцы могли значительно быстрее доставлять подкрепления на Тихий Океан, чем американцы — вокруг Южной Америки с Атлантического Побережья. Испанский флот, несмотря на поражения, все ещё располагал своими самыми сильными кораблями — броненосцем II-го ранга «Пелайо» и броненосным крейсером «Эмперадор Карлос V», и командующий американской эскадрой адмирал Дьюи считал невозможным для его небольших кораблей противостоять испанцам без поддержки мониторов. Предполагалось, что «Монтерей» и «Монаднок» станут достаточным ответом испанцам в прибрежных водах; проверить это на практике не удалось, так как в июле 1898, двигавшаяся к Филиппинам испанская эскадра, уже пройдя Суэц, повернула обратно.
Прибыв на Филиппины в августе 1898 года (преодолев, хотя и не без затруднений, Тихий Океан), «Монтерей» присоединился к эскадре Дьюи и использовался для обстрела испанских укреплений на побережье. Он оставался на Филиппинах до 1900 года, после чего отправился на ремонт в Гонконг; там котлы корабля были заменены, и вплоть до 1903 года он служил в китайских водах, защищая американские интересы и безопасность американских граждан.
В 1903 году старый монитор был выведен в резерв в Кавите. Однако, в 1907 году «Монтерей» вновь укомплектовали для военных нужд, и вплоть до 1913 года он нёс службу в водах Филиппин. В 1913 году корабль вновь был выведен в резерв, но возвращен на службу в 1914, в связи с началом Первой мировой войны и опасениями США за свой нейтралитет. До 1917 корабль охранял Филиппины от возможного нападения. В ноябре 1917 года монитор перевели в Гонолулу и использовали как стационер и базу субмарин. Списан в 1922 году.

## Оценка проекта
Будучи монитором, «Монтерей» воплощал все достоинства и недостатки своего класса: он был хорошо защищённым, низкобортным, малоуявзимым кораблем, вооружённым очень мощной для малых размеров артиллерией, и представлял собой стабильную артиллерийскую платформы. В то же время, он был тихоходным, его мореходность была ограничена, низко расположенные орудия не действовали в свежую погоду, а запас живучести был очень мал.
Для своей основной функции, охраны берегов, защиты гаваней, «Монтерей» подходил достаточно хорошо, так как в спокойных прибрежных водах его ограниченная мореходность не являлась значимой проблемой. Наличие двух главных калибров также не являлось проблемой, так как мониторы не создавались для боя в открытом море. Оригинальное конструкторское решение — наличие балластных цистерн для уменьшения высоты надводного борта перед боем — было хорошо в теории, но на практике только усугубляло недостатки корабля, незначительно усиливая и без того мощную защиту.
В целом, «Монтерей» был удачным кораблем своего класса; однако, сам по себе класс мониторов и броненосцев береговой обороны уже уходил в прошлое в связи с увеличением дистанций морского боя.